# Melicope alba
Melicope alba är en vinruteväxtart som beskrevs av Carl Karl Adolf Georg Lauterbach. Melicope alba ingår i släktet Melicope och familjen vinruteväxter. Inga underarter finns listade i Catalogue of Life.